# Avesnes-en-Val
Avesnes-en-Val är en kommun i departementet Seine-Maritime i regionen Normandie i norra Frankrike. Kommunen ligger i kantonen Envermeu som tillhör arrondissementet Dieppe. År 2022 hade Avesnes-en-Val 264 invånare.

## Befolkningsutveckling
Antalet invånare i kommunen Avesnes-en-Val
| Referens: INSEE |